# Kreuzzeichen

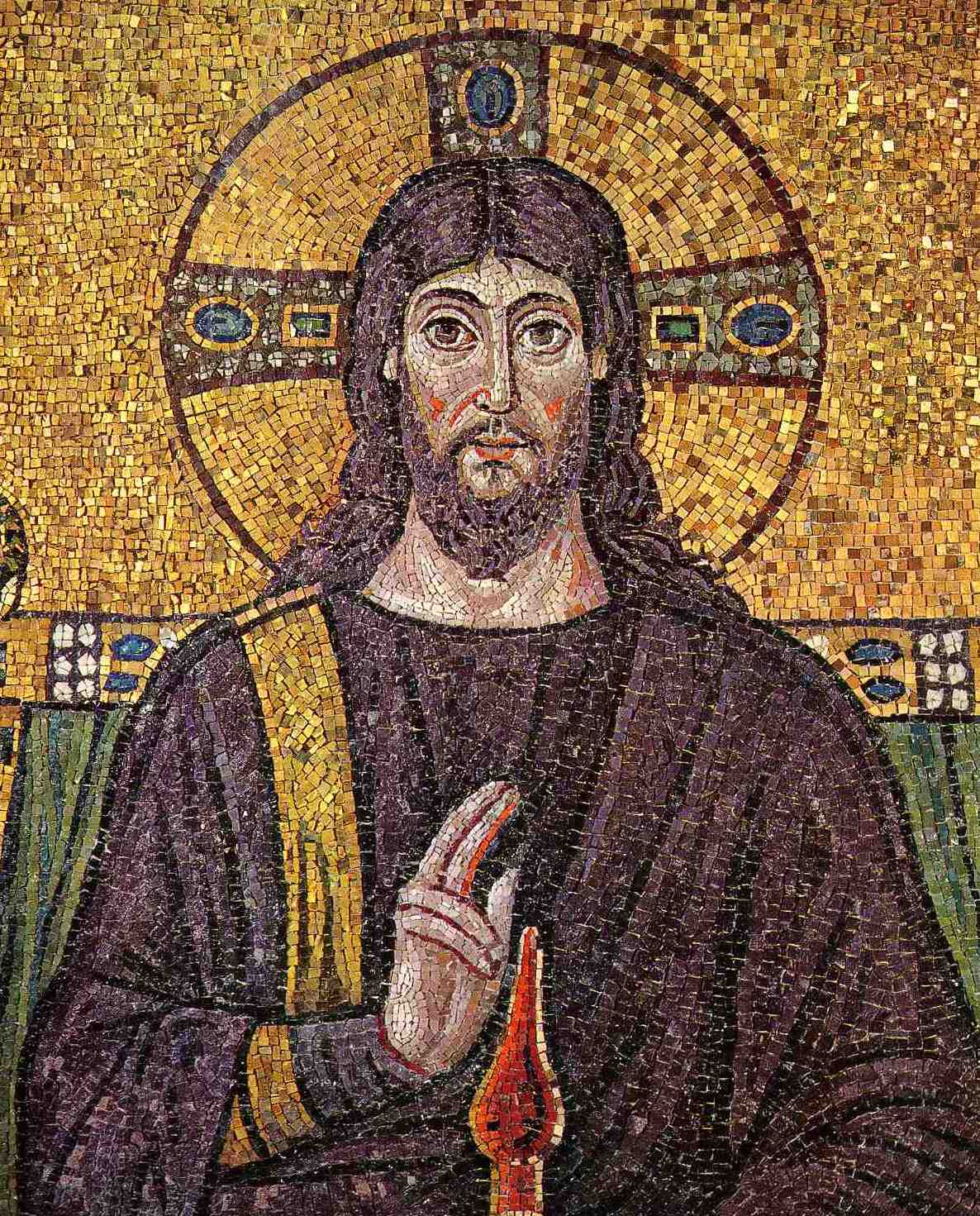
Mosaik in der Basilika Sant’Apollinare Nuovo in Ravenna. Die Hand Christi ist zum Segen mit dem Kreuzzeichen erhoben.

Das Kreuzzeichen (lateinisch signum crucis) ist ein Ritual, das in den meisten christlichen Konfessionen gepflegt wird. Im Christentum gilt das Kreuz als ein dreifaches Symbol. Es ist ein Zeichen für Jesus Christus, für sein Leiden und Sterben, seine Auferstehung, und damit für den Glauben selbst.
Das Kreuzzeichen umspannt den Beter und ist somit symbolischer Ausdruck der Zugehörigkeit des ganzen Menschen – mit Leib und Seele – zu Jesus Christus. Ferner soll der Glaube an den dreifaltigen Gott zum Ausdruck gebracht werden. Es ist gleichzeitig Lobpreis Gottes und Gebet um seine Gaben.

## Geschichtliche Entwicklung
Die Art des Kreuzzeichens hat sich im Laufe der Geschichte gewandelt; in den christlichen Konfessionen werden noch heute unterschiedliche Formen gepflegt. Das Kreuzzeichen selbst geht auf das frühe Christentum zurück, die frühesten Belege stammen aus dem zweiten Jahrhundert. Seinerzeit wurde das Kreuzzeichen nur mit einem Finger, mit dem Daumen oder dem Zeigefinger, gemacht. Dabei wurde das Kreuzzeichen zunächst nur auf die Stirn gezeichnet, später über das ganze Gesicht. Der Vollzug des Kreuzzeichens mit nur einem Finger mag den Glauben an den einen Gott ausgedrückt haben.
Der Kirchenschriftsteller Tertullian nennt zu Beginn des dritten Jahrhunderts das Kreuzzeichen als Beispiel für einen alten christlichen Brauch, der dennoch nicht in der Bibel erwähnt ist; damit wendet er sich gegen die Ansicht, sämtliche Bräuche des Christentums ließen sich aus den biblischen Schriften herleiten.
Im achten Jahrhundert kam der Brauch auf, sich mit zwei Fingern, Zeige- und Mittelfinger, zu bekreuzigen. Das Kreuzzeichen wurde seitdem von der Stirn bis zur Brust geformt. Die Verwendung von zwei Fingern mag die göttliche und menschliche Natur Jesu Christi symbolisieren. Parallel dazu entwickelte sich die Form des Kreuzzeichens mit drei Fingern, Daumen, Zeige- und Mittelfinger, als Symbol für die Dreifaltigkeit. Seit dem 13. Jahrhundert ist dies die vorherrschende Form des Kreuzzeichens in der Ostkirche.

## Formen des Kreuzzeichens
Die meisten christlichen Konfessionen pflegen das Kreuzzeichen, jedoch in unterschiedlicher Form.

### Katholische Kirche
Die katholische Kirche kennt das kleine und das große Kreuzzeichen. Das große Kreuzzeichen wird mit den ausgestreckten Fingern der rechten Hand gemacht. Der Betende berührt dabei die Stirn, die Brust, dann die linke und die rechte Schulter. Dabei spricht er: „Im Namen des Vaters und des Sohnes und des Heiligen Geistes. Amen.“ (In nomine Patris, et Filii, et Spiritus Sancti. Amen.) (Mt 28,19 ) Das Kreuzzeichen hat seinen liturgischen Ort in der Messfeier, bei Wortgottesdiensten und Andachten sowie im Stundengebet jeweils zu Beginn und beim Schlusssegen. Das Gebet des Rosenkranzes beginnt mit dem Kreuzzeichen, und Katholiken bekreuzigen sich in Erinnerung an ihre Taufe mit Weihwasser, wenn sie eine Kirche betreten oder verlassen. Dem Segensgestus von Priester oder Diakon, wie auch der Besprengung mit Weihwasser bei Segnungen und Weihen entspricht man, indem man das Kreuz schlägt.
Beim kleinen Kreuzzeichen wird mit dem Daumen jeweils ein Kreuz über Stirn, Mund und Brust gezeichnet. In der Liturgie wird so vor dem Vortrag des Evangeliums zum Ausdruck gebracht, dass der Gläubige das Wort Gottes verstehen, verkündigen und verinnerlichen will bzw. dass Gott das Denken, Sprechen und Handeln segnen möge. Mit dem kleinen Kreuzzeichen wird der Täufling zu Beginn der Tauffeier gesegnet; bei der Firmung und der Priesterweihe erfolgt die Salbung mit Chrisam ebenfalls in Kreuzesform.
Mit dem Kreuzzeichen segnen Katholiken sich selbst oder andere auch außerhalb von Gottesdiensten und im familiären Rahmen, indem sie entweder mit der Hand ein Kreuz schlagen oder die Stirn des zu Segnenden damit bezeichnen. Auch Mahlzeiten und Lebensmittel werden mit dem Kreuzzeichen gesegnet, vor allem beim Anschneiden eines Brotes.

### Orthodoxe Kirche

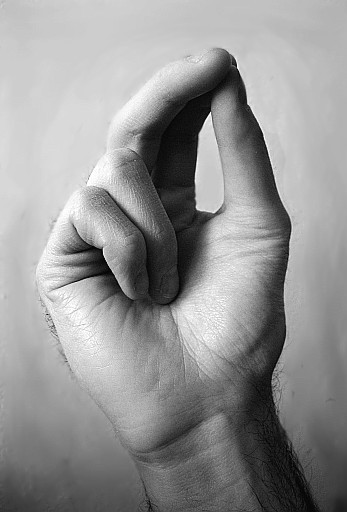
Fingerhaltung beim Kreuzzeichen nach byzantinischer Tradition

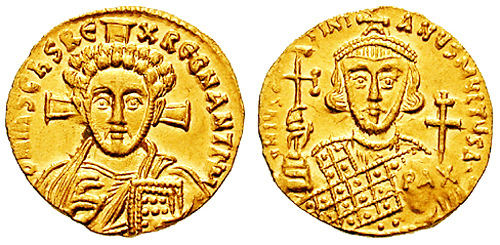
Goldmünze geprägt in der Zeit von Kaiser Justinian II. (Byzantion, 7. Jahrhundert)

In den orthodoxen Kirchen (den Ostkirchen des byzantinischen und alexandrischen Ritus) werden beim Bekreuzigen Daumen, Zeige- und Mittelfinger zusammengelegt und ausgestreckt; Ringfinger und kleiner Finger berühren die Handfläche. Die drei ausgestreckten Finger symbolisieren die Dreifaltigkeit, die zwei gekrümmten Finger die zwei Naturen Christi sowie sein erstes Kommen und seine erwartete Wiederkunft. Das Kreuzzeichen wird von der Stirn über die Brust zu den Schultern gezogen, wobei, im Gegensatz zur in der katholischen Kirche üblichen Form, zunächst die rechte und dann die linke Schulter berührt wird. Die russischen Altorthodoxen strecken nur zwei Finger und krümmen die drei übrigen. Es kann auch nur der Zeigefinger ausgestreckt und die anderen Finger gekrümmt werden, was bei den Altorientalen häufig vorkommt.

### Evangelische Kirche
Das Sich-Bekreuzigen wird in evangelischen Kirchen heute weniger gepflegt. Evangelische Christen lehnen es jedoch nicht ab. So schreibt Martin Luther im Kleinen Katechismus über den Morgen- und Abendsegen:

„Des Morgens, so du aus dem Bette fährest, sollst du dich segnen mit dem Zeichen des Heiligen Kreuzes und sollst sagen: ‚Das walte Gott Vater, Sohn und Heiliger Geist. Amen.‘“

„Des Abends, wenn du zu Bette gehst, sollst du dich segnen mit dem Zeichen des heiligen Kreuzes und sollst sagen: ‚Das walte Gott Vater, Sohn und Heiliger Geist. Amen.‘“

Das alte Evangelische Kirchengesangbuch ersetzt das Wort „sollst“ durch „magst“, das aktuelle Evangelische Gesangbuch ersetzt es durch „kannst“.
Das Sich-Bekreuzigen kommt heute im Bereich der Evangelischen Kirche nur ausnahmsweise individuell vor. Das Kreuzzeichen des Pfarrers ist beim Schlusssegen, beim Abendmahl über den Elementen, teilweise bei der Taufe oder sonstigen Riten verbreitet in Übung. Protestantische Befürworter des Bekreuzigens weisen darauf hin, dass das Wort „segnen“ vom lateinischen signare (mit einem Zeichen versehen) kommt; dass also das Zeichen des Kreuzes die Segenshandlung bewusst unterstreicht. Vor allem spricht die Ausdruckskraft für das Kreuzzeichen.